# فرودگاه شهری سوت‌بریج
فرودگاه شهری سوت بریج (به انگلیسی: Southbridge Municipal Airport) یک فرودگاه همگانی است که یک باند فرود آسفالت دارد و طول باند آن ۱۰۶۷ متر است. این فرودگاه در کشور ایالات متحده آمریکا قرار دارد و در ارتفاع ۲۱۳٫۱ متری از سطح دریا واقع شده است.